# Colegiul Richard Wurmbrand din Iași
Colegiul Richard Wurmbrand este o școală particulară de cultură generală din Iași, România, fundamentată pe principii creștine și având un caracter nonconfesional. A fost fondată în septembrie 1995 de către Fundația Filocalia și la inițiativa unui grup de profesori ieșeni.